# Церковь Святого Петра (Лейпциг)
Церковь Святого Петра (нем. Peterskirche) — евангелическо-лютеранская приходская церковь в немецком городе Лейпциг в федеральной земле Саксония. Возведённая в неоготическом стиле и расположенная к югу от исторического центра города, она является самым высоким культовым сооружением города (88,5 метров).
Церковное сооружение используется не только для проведения регулярных богослужений, но также в качестве концерно-выставочной площадки.

## Описание
Церковь св. Петра представляет собой трёхнефный зальный храм, с архитектурной точки зрения цитирующий северофранцузские готические соборы Средневековья. Особенное внимание привлекают изящная колокольная башня, с севера примыкающая к церкви, и украшенный скульптурными изображениями главный портал с витражной розой, обрамлённый двумя 47 метровыми башнями, а также характерный венец капелл на восточной стороне здания. Перед входом с 1937 года располагается памятник в честь павших в Первой мировой войне членов общины (более 1400 человек) работы Альфреда Брумме.

## История
В связи со стремительной застройкой лейпцигского Южного предместья (нем. Südvorstadt) и, соответственно, с ростом числа прихожан общины церкви св. Петра (около 50 000 к тому моменту), в 1876 году было принято решение о возведении нового современного церковного здания. Площадку под строительство удалось получить путём обмена территории старой церкви св. Петра, располагавшейся на границе Старого города. После проведения общегерманского архитектурного конкурса в 1877 году строительство было доверено Августу Хартелю (нем. August Hartel, 1844—1890) и Константину Липсиусу.
Официальная церемония закладки церкви состоялась 17 сентября 1882 года, хотя фактически строительные работы велись уже с марта того же года; церемония освящения — 27 декабря 1885 года (отделочные работы были завершены лишь в ходе следующего года). Одновременно, в 1886 году было снесено здание старой церкви св. Петра, чтобы освободить место для филиала Имперского банка.
Во Второй мировой войне в результате авианалёта 4 декабря 1943 года церковь св. Петра получила значительные повреждения, утратив, среди прочего, орган работы Вильгельма Зауэра (в 1995 году ему на замену был установлен орган из снесённой в 1968 году университетской церкви св. Павла). Крышу и своды основного нефа хотя и удалось стабилизировать в 1948—1949 годах, однако новую кровлю здание получило лишь в 1954 году благодаря поступившей из Швеции финансовой помощи.
В последующие десятилетия сооружение всё более приходило в упадок, и необходимые реставрационно-консерваторские работы удалось организовать лишь начиная с 1992 года. С тех пор санации были подвергнуты кровля, значительная часть фасада и баптистерий. Филигранное навершие колокольной башни — вследствие серьёзных статических проблем, вызванных выветриванием песчаника, — было в 2005—2009 годах частично разобрано и возведено заново с применением современных стягивающих и стабилизирующих конструкций из стали и бетона. Большая часть работ по реставрации богатого фигурного убранства фасада была завершена в июле 2014 года.